# Костромской проспект
Костромско́й проспект — меридиональный проспект в историческом районе Удельная Выборгского административного района Санкт-Петербурга. Проходит от Удельного проспекта до Поклонногорской улицы. Прерывается на участке от Енотаевской до Елецкой улицы. Параллелен Ярославскому проспекту.

## История
Проспект получил название в 1880-х годах по городу Костроме.

## Пересечения
С юга на север (по увеличению нумерации домов) Костромской проспект пересекают следующие улицы:
- Удельный проспект — Костромской проспект примыкает к нему;
- Ломовская улица — примыкание;
- Кубанская улица — примыкание;
- Кольская улица — пересечение;
- Калязинская улица — пересечение;
- Заславская улица — примыкание;
- Енотаевская улица — Костромской проспект примыкает к ней;
- Елецкая улица — Костромской проспект примыкает к ней;
- Скобелевский проспект — пересечение;
- Забайкальская улица — пересечение;
- Мезенская улица — примыкание;
- Олонецкая улица — пересечение;
- Мышкинская улица — пересечение;
- улица Сергея Марго — пересечение;
- Громовская улица — примыкание;
- Поклонногорская улица — Костромской проспект примыкает к ней.

## Транспорт
Ближайшая станция метро — «Удельная» (около 100 м по прямой от примыкания к Енотаевской и Елецкой улицам). На расстоянии около 1,2 км по прямой от конца проспекта находится станция «Озерки». Обе станции относятся ко 2-й (Московско-Петроградской) линии.
Движение наземного общественного транспорта по проспекту отсутствует.
На месте отсутствующего участка Костромского проспекта между Енотаевской и Елецкой улицами находится конечная станция трамвая «Удельная» (маршрут № 9).
На расстоянии около 200 м от Костромского проспекта (по Скобелевскому проспекту) находится железнодорожная платформа Удельная.

## Общественно значимые объекты
- педагогический колледж № 4 — дом 46;
- Берёзовый сад (у пересечения с Олонецкой улицей);
- паркинг (у пересечения с Олонецкой улицей) — Олонецкая улица, дом 10;
- детский сад № 81 — Ярославский проспект, дом 66, корпус 2;
- детский сад № 90 — дом 63;[уточнить]
- паркинг (у пересечения с улицей Сергея Марго) — дом 62.